# (100780) 1998 FU55
(100780) 1998 FU55 es un asteroide perteneciente al cinturón de asteroides descubierto el 20 de marzo de 1998 por el equipo del Lincoln Near-Earth Asteroid Research desde el Laboratorio Lincoln, Socorro, Nuevo México, Estados Unidos.

## Designación y nombre
Designado provisionalmente como 1998 FU55.

## Características orbitales
1998 FU55 está situado a una distancia media del Sol de 2,407 ua, pudiendo alejarse hasta 2,791 ua y acercarse hasta 2,022 ua. Su excentricidad es 0,159 y la inclinación orbital 3,431 grados. Emplea 1364,04 días en completar una órbita alrededor del Sol.

## Características físicas
La magnitud absoluta de 1998 FU55 es 16,3. 